# サニーベール
サニーベール（英: Sunnyvale、発音: [ˈsʌniveɪl]、またはサニバル、[ˈsʌnivəl]）は、アメリカ合衆国カリフォルニア州のサンタクララ郡にある都市。サンフランシスコ・ベイエリアに含まれる。人口は15万5805人（2020年）。
サニーベール市の北はサンノゼ市、北西はモフェット連邦飛行場、西はマウンテンビュー市、南西はロスアルトス市、南はクパティーノ市、東はサンタクララ市に取り囲まれている。歴史あるエル・カミノ・レアル（スペイン語で王道）およびアメリカ国道101号線が市内を通っている。
サニーベール市には、シリコンバレーの一部としてジュニパーネットワークス、パーム、AMD、ネットアップ、スパンション、Yahoo!、シムコ・エレクトロニクス、ミラポイント、アプライドマイクロ、およびアリバなど多くのハイテク企業が本社を構えている。航空宇宙・防衛産業の会社もある。ロッキード・マーティンが大きな施設を持っており、他にハネウェル、ノースロップ・グラマン電子システムの海洋システム（ヘンディ鉄工博物館がある）、およびスピレント・コミュニケーションズも市内に事務所を構えている。またオニヅカ空軍基地もあり、その本館は地元でブルーキューブと呼ばれていて、最も目立つものになっている。この基地はスペースシャトル・チャレンジャー事故で亡くなった宇宙飛行士エリソン・オニヅカに因んで名付けられており、2010年8月まではアメリカ軍の主要な人工衛星制御施設だった。
サニーベールは、統合された単一の公衆安全部を持っている数少ない都市の一つであり、この部門に属する全ての人が消防、警察および救急救命活動に携われるよう訓練され、この3つの役割のどれでも緊急事態に対応できるようになっている。
市民への図書館として市民センターに入っているサニーベール公共図書館がある。

## 歴史
1770年代にスペイン人がサンタクララ・バレーに初めて入ったとき、多くのオローニ族インディアンが住んでいた。1777年、キリスト教徒に改宗したオローニ族インディアンがサンタクララ伝道所を建設した。
1842年、フランシスコ・エストラーダとその妻イネス・カストロにランチョ・パストリア・デ・ラス・ボレガスの土地特許が認められた。この土地の一部が後に発展してマウンテンビュー市やサニーベール市となった。その2年後の1844年、ルーペ・イニホに別の土地特許が認められ、特許された土地を持つ数少ないインディアンの一人となった。その土地は地域にあったオローニ族インディアンのポソルミ集落に因んで当所はランチョ・ポソロミと呼ばれた。ランチョ・ポソロミは後にランチョ・イニホと呼ばれるようになった。
1844年にスティーブンス＝タウンゼンド＝マーフィー隊の一部としてマーティン・マーフィー・ジュニアとその父がカリフォルニアに到着した。1850年、マーフィーはランチョ・パストリア・デ・ラス・ボレガスの一部を12,500ドルで購入した。マーフィーはこれを小麦畑と牧場にして、「ベイビュー」と名付けた。サンタクララ郡では初めてニューイングランドから運んだ木材で木造家屋を建設した。この家は1961年に解体されたが、2008年にサニーベール歴史遺産公園博物館として再建された。マーフィーが1884年に死んだとき、その土地は相続人の間で分割された。
1860年、サンフランシスコ・サンノゼ鉄道がベイビューに軌道を敷設することを認められ、マーフィー駅を建設した。ベイビューの南端には後にローレンス駅が造られた。
1870年代、郡の資産税法、小麦の輸入および土壌の劣化によってサンタクララ郡では小麦生産が経済的に立ちゆかなくなった。大きな小麦農園に代わって小さな果樹園が造られた。1871年、ジェイムズ・ドーソンとエロイーズ・ドーソンがサンタクララ郡では初めての果物缶詰工場を建設した。間もなく果樹栽培と缶詰が郡の主要産業になった。冷蔵貨車が発明され、果物に依存する経済の可能性がさらに高まった。1886年には果樹園が大半を占めるようになったので、サンノゼ貿易委員会はサンタクララ郡を「世界の庭園」と呼んだ。
1880年代、中国人労働者がサンタクララ郡の農園労働者の48％を占めるようになった。この比率は中国人排除法が成立した後は時間をかけて減少した。その後1890年代にはイタリア、アゾレス諸島、ポルトガルおよび日本からの移民が果樹園で働くようになった。
1897年、ウォルター・エバレット・クロスマンが200エーカー (809,000 m²) の土地を購入し、不動産販売を始めた。彼はこの地域を「美しいマーフィ」として広告した。その後の1900年代、クロスマンはこの地を「宿命の都市」と表現した。1897年にはまた、マーフィーでは初の学校としてエンシーナ学校が開校した。これより以前、町の子供達はマウンテンビューの学校まで通う必要があった。
1901年、マーフィーの住人はその郵便局にエンシーナル、あるいはマーフィーという名前を使えないと知らされた。彼等は町の名前としてサニーベールを使うことにした。
サニーベールは成長を続け、1904年にはドライフルーツの生産が始まった。その2年後、シカゴの食肉加工会社であるリビー・マクニール・アンド・リビー社がサニーベールでは初の果物加工工場を開設することを決めた。今日リビー社の初期フルーツ・カクテルに似せた色に塗った揚水塔が、工場のあった場所を示している。
1906年、ジョシュア・ヘンディ鉄工所が1906年サンフランシスコ地震による火事にあって会社の建物が破壊されたとき、サンフランシスコからサニーベールに移転してきた。この鉄工所が町では初めての非農業産業だった。ジョシュア・ヘンディ鉄工所は鉱業用設備の生産から舶用蒸気機関などの生産に切り替えた。
1912年、サニーベール住民は住民投票によって市制執行に賛成し、サニーベールは公式の市になった。
1923年に初の高校であるフレモント高校が開校した。そこは学校が開校する前や第二次世界大戦の間は軍事基地として機能していた。1933年に開港したモフェット基地との間を飛行機が飛来し、ここでは燃料補給を行うのが通常だった。1948年の年鑑では、軍用機がある建物の所に駐機し、それを近くで生徒達が眺めている様子が分かる。フレモント高校の構内には第二次世界大戦後に建設されたかまぼこ形兵舎など昔の軍用建造物があり、現在はレスリングチームの施設に使われている。
1930年、アメリカ合衆国議会はサニーベールに西海岸の飛行船基地を置くことを決めた。このアメリカ海軍の航空基地は後にモフェット海軍航空基地と名付けられ、その後モフェット連邦飛行場となり、現在はモフェット飛行場と呼ばれている。
1939年、アメリカ宇宙開発諮問委員会（現在のNASAの前身）が、エイムズ研究所で研究を開始した。
第二次世界大戦の間、戦争経済によってサンタクララ郡は果物産業からハイテク産業にシフトする機会に恵まれた。ジョシュア・ヘンディ鉄工所は戦争遂行を支援するために舶用蒸気機関、艦砲およびロケット発射機などを生産した。防衛産業が成長するにつれて、農業生産人口が不足するようになった。メキシコからの移民がこの空隙を埋めた。
戦後、果樹園やトウモロコシ農園がなくなり、家屋、工場および事務所が造られていった。1956年、航空機メーカーのロッキード社がその本社をサニーベールに移した。このとき以降、数多いハイテク企業が事務所や本社をサニーベール市に造った。その中にはアドバンスト・マイクロ・デバイセズやヤフーがある。初期ビデオゲームの1つ、『ポン』のプロトタイプが1972年9月にアンディー・キャップスというバーに設置された。このバーは現在ルースター・T・フェザーズになっている。
2002年には僅かに残っていた果樹園が廃止され、家屋や店舗に代わった。しかし、サニーベール・コミュニティセンターに隣接する歴史遺産果樹園のように市が所有する果樹園が残っている。
1979年、歴史ある中心街ショッピング地区であった所に、サニーベール・タウンセンターと呼ばれる屋内型ショッピング・センターがオープンした。このショッピング・センターは数年間は成功したものの1990年代には衰退を始めた。店舗配置や経営者の入替などが行われた後、2007年には解体され、その跡地に新しい中心街ショッピング地区が建設されている。

## 地理
サニーベールは北緯37度22分7.56秒 西経122度2分13.4秒 / 北緯37.3687667度 西経122.037056度に位置する。アメリカ合衆国国勢調査局に拠れば、市域全面積は22.6平方マイル (58.6 km2)であり、このうち陸地は21.9平方マイル (55.8 km2)、水域は0.7平方マイル (1.8 km2)で水域率は3.05％である。標高は130フィート (40 m) である。

## 気候
サニーベールはサンフランシスコ・ベイエリアの平地にあり、地中海性気候である。温暖で雨の多い冬と、気持ちの良い暖かさと大変乾燥した夏があり、サッカーやフットボールなどスポーツに適している。夏の日中平均最高気温は70°F台後半(24 - 27 ℃)であり、冬は50°F (10℃) を下回ることは希である。
| サニーベールの気候                         | サニーベールの気候 | サニーベールの気候 | サニーベールの気候 | サニーベールの気候 | サニーベールの気候 | サニーベールの気候 | サニーベールの気候 | サニーベールの気候 | サニーベールの気候 | サニーベールの気候 | サニーベールの気候 | サニーベールの気候 | サニーベールの気候 |
| 月                                         | 1月                | 2月                | 3月                | 4月                | 5月                | 6月                | 7月                | 8月                | 9月                | 10月               | 11月               | 12月               | 年                 |
| ------------------------------------------ | ------------------ | ------------------ | ------------------ | ------------------ | ------------------ | ------------------ | ------------------ | ------------------ | ------------------ | ------------------ | ------------------ | ------------------ | ------------------ |
| 最高気温記録 °C （°F）                     | 24 (75)            | 29 (84)            | 29 (85)            | 34 (94)            | 38 (100)           | 42 (107)           | 41 (105)           | 38 (101)           | 41 (105)           | 38 (100)           | 32 (89)            | 24 (75)            | 42 (107)           |
| 平均最高気温 °C （°F）                     | 14 (58)            | 17 (62)            | 18 (64)            | 21 (69)            | 23 (73)            | 25 (77)            | 26 (79)            | 26 (79)            | 26 (78)            | 23 (73)            | 18 (64)            | 14 (58)            | 20.8 (69.5)        |
| 平均最低気温 °C （°F）                     | 4 (40)             | 6 (43)             | 8 (46)             | 8 (47)             | 11 (51)            | 13 (55)            | 14 (57)            | 14 (57)            | 13 (55)            | 10 (50)            | 7 (44)             | 4 (39)             | 9.3 (48.7)         |
| 最低気温記録 °C （°F）                     | −6 (21)            | −4 (24)            | −6 (22)            | −1 (31)            | 1 (33)             | 4 (40)             | 5 (41)             | 7 (44)             | 5 (41)             | 1 (34)             | −9 (15)            | −7 (20)            | −9 (15)            |
| 降水量 mm （inch）                         | 82.3 (3.24)        | 80.8 (3.18)        | 67.3 (2.65)        | 22.6 (0.89)        | 8.9 (.35)          | 2.8 (.11)          | 0.8 (.03)          | 2 (.08)            | 2.5 (.10)          | 21.6 (0.85)        | 46.5 (1.83)        | 58.7 (2.31)        | 399 (15.71)        |
| 出典：National Weather Service August 2010 |                    |                    |                    |                    |                    |                    |                    |                    |                    |                    |                    |                    |                    |

1998年5月4日、いつになく激しい雷雨の中で、サニーベールと隣接するロスアルトスは、藤田スケールで強度F2に近い2個の竜巻に襲われ、被害総額400万ドルの被害を受けた。重傷者はいなかった。サンフランシスコ・ベイエリアでは竜巻が希であり、高気圧性回転をしていたのも特に異常だった。竜巻を伴う高気圧性スーパーセル雷雨について高品質の気象レーダー・データが集められたのもこの時が初めてだった。もっと小さな竜巻はこの地域でも無いわけではなかった。これに先立つ2か月前にモフェット連邦飛行場のロッキード・マーティンの施設で別の小さな竜巻が観測されていた。
1962年1月21日と1976年2月5日、サニーベールおよびサンフランシスコ・ベイエリアの大半で測定可能な降雪があった。

## 人口動態
以下は2000年の人口統計データである。
| 基礎データ - 人口: 131,760人 - 世帯数: 52,539世帯 - 家族数: 32,679家族 - 人口密度: 2,318.7人/km2（6,006.5人/mi2） - 住居数: 53,753軒 - 住居密度: 946.0軒/km2（2,450.4軒/mi2） 人種別人口構成 - 白人: 53.27% - アフリカン・アメリカン: 2.22% - ネイティブ・アメリカン: 0.46% - アジア人: 32.27% - 太平洋諸島系: 0.32% - その他の人種: 7.19% - 混血: 4.25% - ヒスパニック・ラテン系: 15.48% 年齢別人口構成 - 18歳未満: 20.4% - 18-24歳: 7.7% - 25-44歳: 41.3% - 45-64歳: 19.9% - 65歳以上: 10.6% - 年齢の中央値: 34歳 - 性比（女性100人あたり男性の人口） - 総人口: 105.9 - 18歳以上: 106.5 | 世帯と家族（対世帯数） - 18歳未満の子供がいる: 27.6% - 結婚・同居している夫婦: 50.0% - 未婚・離婚・死別女性が世帯主: 8.2% - 非家族世帯: 37.8% - 単身世帯: 27.1% - 65歳以上の老人1人暮らし: 6.4% - 平均構成人数 - 世帯: 2.49人 - 家族: 3.06人 収入と家計（括弧内は2008年推計） - 収入の中央値 - 世帯: 74,409米ドル（88,297ドル） - 家族: 81,634米ドル（105,492ドル） - 性別 - 男性: 65,165米ドル - 女性: 43,051米ドル - 人口1人あたり収入: 36,524米ドル - 貧困線以下 - 対人口: 5.4% - 対家族数: 3.7% - 18歳未満: 5.5% - 65歳以上: 5.2% |

## 経済
2009年包括的年次財政報告書に拠れば、サニーベール市の雇用主トップ10は下表の通りである。
| 順位 | 雇用主                             | 従業員数 |
| ---- | ---------------------------------- | -------- |
| 1    | ロッキード・マーティン             | 7,296    |
| 2    | ヤフー!                            | 4,906    |
| 3    | ネットアップ                       | 2,620    |
| 4    | ジュニパーネットワークス           | 2,187    |
| 5    | スパンション                       | 1,256    |
| 6    | ノースロップ・グラマン海洋システム | 1,200    |
| 7    | アプライド・マテリアルズ           | 1,140    |
| 8    | ウェストバレー・エンジニアリング   | 1,088    |
| 9    | マキシム・インテグレーテッド       | 946      |
| 10   | パーム                             | 849      |

## 政治
カリフォルニア州議会では、上院の第13および下院の第22選挙区に属している。連邦議会下院ではカリフォルニア州第14選挙区に属し、クック投票動向指数では民主党+21となっている。2010年時点ですべて民主党議員が務めている。2009年3月20日時点で、市内の有権者は56,466人おり、このうち25,677人は民主党、12,716が共和党である。残り18,073人はどちらの二大政党にも属していない。サニーベール市の市長と副市長は直接選挙で選出されない。その代わりに市政委員会の委員の互選で選出され、それぞれ任期は2年と1年である。

## 地区
サニーベール市には幾つかの地区があり、それらは公式のものではないが、地図には掲載されている基本的な地名であり、市によって認められている多くの地区協議会が使っている。
- サンミゲル - 市北部の住宅地区、フェアオークスパークを含む、レイクウッドビレッジから南とスネイル地区の東
- バードランド - 通りが鳥の名前になっている住宅地区、主に一戸建て住宅であり、市の南東端を占める
- レイクウッドビレッジ - レイクウッド公園を囲む市の北東にある住宅地区、主に一戸建て住宅と移動住宅が占めている
- ヘリテージ地区 - 市中心部の住宅と商業地区、通常タウンセンターと呼ばれる中心街ショッピング地区を含む
- チェリーチェイス - 市西部の一戸建て住宅が多い住宅地区、チェリーチェイス小学校を中心にしている、エル・カミノから南、ニッカーボッカーと85号線から東、レミントンから北、メアリーからにしである。ここはチェリーとアプリコットの果樹園があった所に造られた。多くの家屋の裏庭には住宅開発業者が果樹を残している。

サニーベール市は地区協議会の登録簿を維持している。
The City of Sunnyvale maintains a neighborhood association registry.
サニーベール市の南半分は圧倒的に住宅地区であり、州道237号線より北は大半が工業用途に使われている。
サニーベール市を通るエル・カミノ・レアルの東端は南インド移民が所有する企業が集中している。
南はフレモント・アベニューとクパティーノ、西はロスアルトスで区切られる地域は、住宅価値から判断して住みやすい地域と考えられている。
サニーベール市のある地域には多くの公園がある。その中にはラス・パルマス公園、オルテガ公園、中心街に近いワシントン公園、2つのゴルフコース、および毎年リナックス・ピクニックが開催されるベイランズ公園がある。

### 中心街再開発
2009年11月、サニーベール中心街のメインストリートで以前は閉鎖されていた部分が進行中の再開発に併せて再開され、この通りが自動車や歩行者の通行に開放されたのは30年ぶりとなった。12月、マッキンリー・アベニューとワシントン・アベニューの住宅ビルやマチルダ・アベニューの2棟のオフィスタワー外構の仕上げが始まり、このプロジェクトの結論が出るまで残っている部分的に完成したレッドウッド広場の建物に風を通すことになった。
2010年5月、ノキアがワシントン・アベニューとマチルダ・アベニューのオフィスタワーを占有する賃貸契約にサインし、サニーベールを北カリフォルニアの本部にすることになった。このことは再開発プロジェクトの市場性を可能性のある買い主に訴える大きな一歩になった。

## 交通
サニーベール市にはサンタクララバレー交通局のライトレールとバス、およびカルトレインの通勤列車が運行されている。高速道路では州道85号線、アメリカ国道101号線、州道237号線および州間高速道路280号線が通っている。州道82号線の一部が市中心部を通り、歴史あるエル・カミノ・レアルの通りに通じている。またアメリカ自転車利用者同盟からは、自転車に優しい社会 の第3水準に上げられるように、通りや通りを外れた自転車専用レーン、自転車の動きに合わせられる交通信号、さらにはサンタクララバレー交通局とカルトレイン双方に駐輪場がある。自転車歩行者諮問委員会が市政委員会に市内自転車計画の継続する発展を助言している。
飛行機の商業便では近くの3つの国際空港を利用できる。一番近いのがノーマン・Y・ミネタ・サンノゼ国際空港であり、中心街からは15キロメートルの距離にある。カルトレインやサンタクララ・バレー交通局のライトレールやバスでも行くことができる。カルトレインとライトレールの駅からは空港ターミナルに行くときに無料シャトルバスに乗り換える必要がある。次に近いのがサンフランシスコ国際空港であり、44キロメートルである。こちらもカルトレインやベイエリア高速鉄道で行くことができる。メトロポリタン・オークランド国際空港は60キロメートルの距離にある。この空港へは多くの公共輸送機関を利用できる。

## 犯罪
FBIの犯罪報告書に拠れば、サニーベール市はアメリカ合衆国の同規模都市の中で最も安全な都市10傑に入っている。1966年から少なくとも2004年まで、この10傑の5位より下になることはなかった。2005年のモーガン・クイント賞に拠れば、サニーベール市は全米の都市の中で安全な方から18位にランクされた。2009年の雑誌フォーブスによるアメリカの安全な都市リストでは7位になった。

## 民間伝承
サニーベールに長く伝わっている伝承には市内にあるトイザらスの店舗に出てくる幽霊に関するものがある。霊能者とされるシルビア・ブラウンが1978年のテレビ番組『That's Incredible』で幽霊と接触したと主張し、その幽霊をジョニ・ジョンソンと名付けた。この話は1991年の番組『Haunted Lives: True Ghost Stories』でも取り上げられた。さらにブラウンは、ジョンソンがこのおもちゃ屋が現在建っている場所にあった果樹園で働いていた農業労働者であり、事故で自分の足を斧で傷つけて、出血多量で死んだとも述べた。

## 著名な出身者と住人
- テリー・ハッチャー、テレビ女優、デスパレートな妻たちとLois & Clark: The New Adventures of Supermanに出演、サニーベール育ち、マンゴー中学（現サニーベール中学）とフレモント高校に通った
- スティーブ・ウォズニアック、Appleの共同設立者、サニーベールで育ち、ホームステッド高校に通った
- ピーター・ユベロス、元MLBメジャーリーグベースボールのコミッショナー、1984年ロサンゼルスオリンピックのオーガナイザー、フレモント高校に通った
- ブライアン・ボイタノ、フィギュアスケート選手、カルガリーオリンピックに出場、ポンデローサ小学校とピーターソン高校に通った
- アンドリュー・ファイアー、2006年ノーベル生理学・医学賞受賞、サニーベールで育ち、ホーレンベック小学校（現チャレンジャー学校）、マンゴー中学校（現サニーベール中学校）、フレモント高校に通った
- ベンジャミン・ブラウン、1976年モントリオールオリンピックの陸上競技1600mリレーで金メダル、サニーベール高校に通った
- ランドン・カート・ノール、宇宙飛行士、暗号解読者、数学者、最大素数を3度見出したことでは最年少記録、元サニーベール市市政委員会委員
- トロイ・トゥロウィツキー、MLB選手、コロラド・ロッキーズ、サニーベールで育ち、コロンビア中学、フレモント高校に通った
- タリー・バンタ＝ケイン 、NFLアメリカンフットボール選手、サンフランシスコ・フォーティナイナーズ、フレモント高校に通った
- マーク・レビン、テレビ全国放送のトークショーで司会者、サニーベール在住
- イムラン・カーン、ボリウッド（インド映画）俳優、カリフォルニア州に移住してフレモント高校に通った
- ショーン・ドーキンス、元NFL選手、クパティーノのホームステッド高校通学中にサニーベールに住んだ
- フランシー・ラリュー・スミス、オリンピックに出場した陸上競技選手、フレモント高校に通った
- ジュジュ・チャン、エミー賞を受賞したジャーナリスト、ピーターソン高校に通った
- ニック・ラザリーニ、テレビ番組アメリカン・ダンスアイドルの第一シーズン勝者

## 大衆文化の中のサニーベール
- テレビ番組『バフィー 〜恋する十字架〜』と『エンジェル』ではサニーベールが興味の対象になっており、"Sunnydale"が架空の町の名前になっている。脚本家の一人がサニーベール市と同じ郵便番号のサニーデールを載せた仮想ウェブサイトまで作った。
- 1980年代の映画『ウォー・ゲーム』で、ゲーム会社Protovisionと北アメリカ航空宇宙防衛司令部の宇宙部門はサニーベールにあることになっている。
- Gap Girlsの『サタデー・ナイト・ライブ』の話では、サニーベールがGAP店のある場所になっている。この番組にはクリス・ファーレイ、アダム・サンドラーおよびデヴィッド・スペードが出演した。
- 映画Life-Sizeでは、サニーベールという名前が使われた。
- 1993年のテレビ映画『ストーカー 異常性愛』（I Can Make You Love Me）ではサニーベールが舞台になっている。出演はブルック・シールズとリチャード・トーマスだった。この映画は1988年2月17日にサニーベールの防衛産業ESLで起こったオフィス乱射事件に基づいている。同僚のローラ・ブラックのことを思い詰めて不満を抱いた元従業員リチャード・ファーレイが、従業員7人を殺し、4人以上を負傷させた後に警察に降伏した。
- テレビ局G4のアニメ番組Code Monkeysではサニーベールが舞台になっている。
- 映画『ターミネーターシリーズ』のサイバーダイン・システムズ・コーポレーションはサニーベールにある。
- 1978年の映画『アタック・オブ・ザ・キラー・トマト』ではサニーベール市内の家具屋がオープニングのクレジットに加えられた。撮影は南カリフォルニアで行われた。